# Groupe de NGC 3902
Le groupe de NGC 3902 comprend au moins cinq galaxies situées dans la constellation du Lion. La distance moyenne entre ce groupe et la Voie lactée est d'environ 58,6 Mpc (∼191 millions d'al). 

## Membres
Le tableau ci-dessous liste les cinq galaxies du groupe indiquées dans l'article de A.M. Garcia paru en 1993.
| Nom      | Class.    | Type                     | α (J2000.0)   | δ (J2000.0) | Vitesse radiale (km/s) | m    | Distance (Mpc) | Diamètre (kal) |
| -------- | --------- | ------------------------ | ------------- | ----------- | ---------------------- | ---- | -------------- | -------------- |
| NGC 3902 | SAB(s)bc? | Spirale intermédiaire    | 11h 49m 18.7s | 26° 07′ 18″ | 3600 ± 1               | 12,8 | 57,6 ± 4,6     | 109            |
| NGC 3920 | S?        | Spirale                  | 11h 50m 05.9s | 24° 55′ 12″ | 3635 ± 3               | 13,3 | 58,2 ± 4,1     | 76             |
| NGC 3944 | S0-?      | Lenticulaire             | 11h 53m 05.1s | 26° 12′ 25″ | 3619 ± 2               | 12,9 | 57,9 ± 3,8     | 80             |
| UGC 6806 | S pec     | Spirale                  | 11h 50m 20.2s | 25° 57′ 43″ | 3759 ± 2               | 13,4 | 60,0 ± 4,2     | 122            |
| UGC 6807 | Im?       | Irrégulière magellanique | 11h 50m 25.4s | 25° 59′ 21″ | 3712 ± 4               | 14,4 | 59,3 ± 4,2     | 62             |

Le site DeepskyLog permet de trouver aisément les constellations des galaxies mentionnées dans ce tableau ou si elles ne s'y trouvent pas, l'outil du site constellation permet de le faire à l'aide des coordonnées de la galaxie. Sauf indication contraire, les données proviennent du site NASA/IPAC. 